# Китайска охлювоядна змия
Китайските охлювоядни змии (Pareas chinensis) са вид влечуги от семейство Pareatidae (Pareidae).
Разпространени са в Южен Китай.
Таксонът е описан за пръв път от американския зоолог Томас Барбър през 1912 година.